# 霍揆彰
霍揆彰（1901年3月14日—1953年3月9日），字嵩山，生於湖南省酃县（今湖南省炎陵县）东风人，中華民國陸軍中將。

## 姓名
其本名霍揆彰，《蔣介石日記》中誤寫為霍揆章。

## 生平[2]
1901年，霍揆章生于酃县东风，家境出生於較富裕的農家，畢業於湖南省立第三中學。1924年被舉薦考入黃埔軍校步兵科，為該校第一期畢業學生。
黃埔軍校畢業後，編入教導第一團砲兵營排長，在國民革命軍東征之際，1925年10月升任國民革命軍總司令部炮兵團所屬砲兵連連長，後續晉升營長。國民革命軍北伐战争中，在1926年6月調任國民革命軍第一軍補充第1師第3團少校團附，第3團團團長為陳誠，霍揆彰後續的軍旅職務中一直都有陳誠提攜的背景，因此在當時的軍界中認為霍揆彰屬於陳誠嫡系。
補充第1師在1926年11月18日改組為國民革命軍第21師，第3團更名為63團，主官未變。1927年9月21師直屬單位由國民革命軍第九軍所轄，參與北伐戰爭。第一期北伐戰爭告一段落後，1928年6月霍揆彰轉任南京警備司令部經理處處長；1928年9月調任國民革命軍第11師第32旅第64團團長。
1931年2月，霍揆彰調任國民革命軍第十八軍下屬之第14師第三旅旅長，隨後轉任第11師獨立旅旅長。
1937年5月21日，霍揆彰晉升陸軍中將，10月17日，霍揆彰升任新編成的國民革命軍第五十四軍軍長，投入淞滬會戰；1939年7月升任第中華民國第二十集團軍代理司令官兼洞庭湖警備司令官，1941年6月扶正成為二十集團軍司令官。
1944年，第二十集團軍編入中國遠征軍，在總司令衛立煌率領下投入滇西緬北戰役；二十集團軍在龍陵戰役時成功擊潰日軍，打通國際交通線，霍揆彰因此戰功獲美国总统罗斯福颁发勋章，後獲頒青天白日勳章。
1945年，任雲南省警備總司令兼國民革命軍青年軍第六軍軍長。在任期間，發生詩人聞一多刺殺案；軍統局後續清查作案線索時，察覺嫌犯均有雲南省警備總司令特務營與稽查處的身分，後續申查確定該件刺殺為霍揆彰主謀，霍揆彰因此在1946年11月遭撤職，避居長沙。
1947年11月，當選第一屆國民大會湖南省酃縣代表；同年12月改任湖北省第十六綏靖區司令官。1949年5月第十六綏靖區改組稱第十一兵團，下轄國民革命軍第九十七軍、國民革命軍第一百零三軍；6月12日第十一兵團擴編為湘赣鄂綏靖司令部；1949年秋季霍揆彰由湖南至台灣述職之際，因程潛、陳明仁投降中國人民解放軍，霍揆彰無法返回駐地，留在台灣。1953年，因腦溢血，在台北市病逝。